# Obsjtina Bobosjevo
Obsjtina Bobosjevo (bulgariska: Община Бобошево) är en kommun i Bulgarien.   Den ligger i regionen Kjustendil, i den västra delen av landet, 60 km söder om huvudstaden Sofia.
Obsjtina Bobosjevo delas in i:
- Blazjievo
- Slatino
- Usojka

Följande samhällen finns i Obsjtina Bobosjevo:
- Bobosjevo